# Adramita
Adramita es un género monotípico de saltamontes de la subfamilia Cyrtacanthacridinae, familia Acrididae. Se distribuye en Yemen y en los territorios cercanos.

## Especies
La siguiente especie pertenece al género Adramita:
- Adramita arabica Uvarov, 1930